# Johannes Lichtenberger

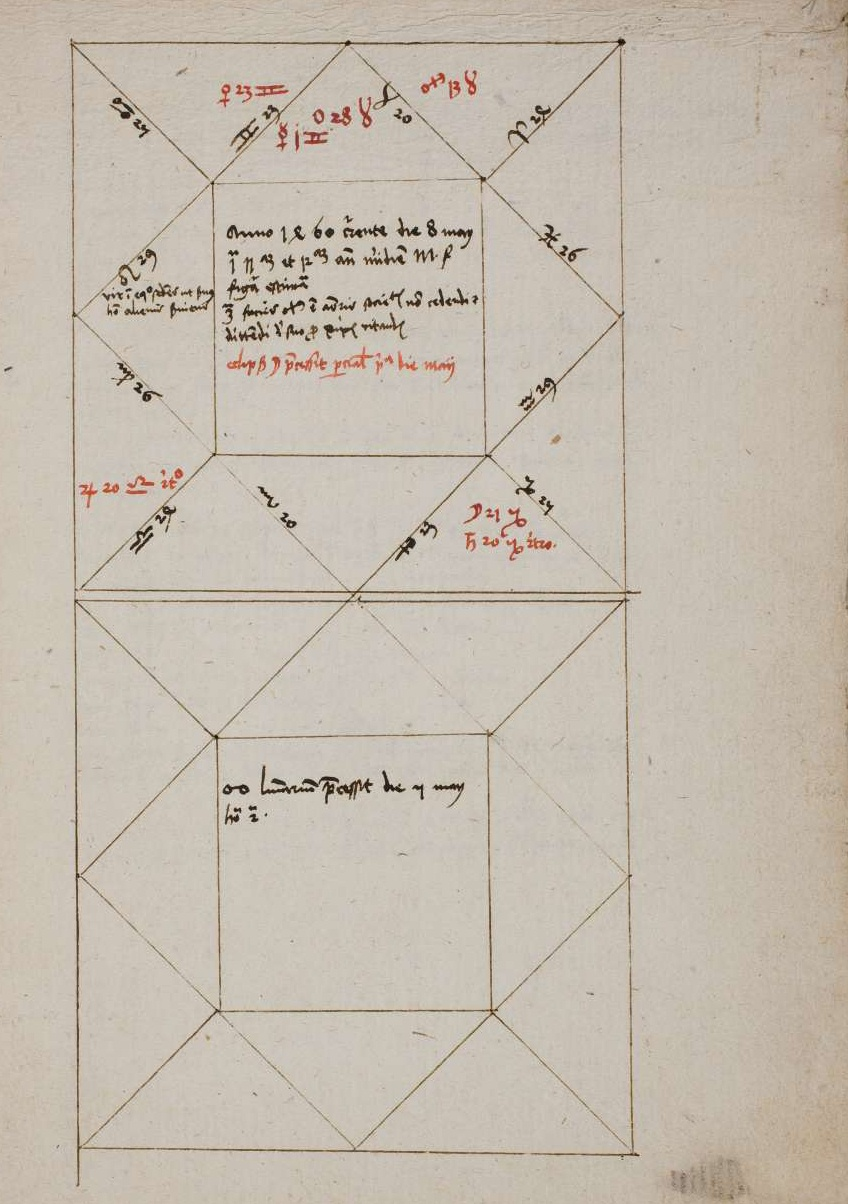
Horoscope manuscrit

Johannes Lichtenberger, né vers 1426 à Grünbach bei Baumholder et mort avant avril 1503 probablement à Niederbrombach, est un astrologue allemand.

## Biographie
Lichtenberger travaille dans les cours princières dans les années 1470 et en tant qu'astrologue de la cour de l'empereur Friédéric III  (1415-1493). Il retourne par la suite dans sa région d'origine, où, avant 1481, il s’installe à Brambach (Niederbrombach). Il aurait été enterré à Otterstadt près de Speyer.
Son travail principal porte sur le Pronosticatio (prédiction astrologique des trois domaines écrite avant 1576 en latin), datée du premier avril 1488, initialement imprimée de manière anonyme, sur 40 pages in-folio, qui comptaient plus de 50 éditions en 1813. Le Tractatus de Cometis du médecin et astrologue Eberhard Schleusinger, publié pour la première fois vers 1472, a servi de modèle.
Lichtenberger prédit l'apparition de divers faux prophètes qui initieraient une réforme de l'Église, en conséquence de quoi son œuvre a fait l'objet d'interprétations controversées pendant la Réforme : les disciples de Martin Luther ont vu dans son travail le "petit prophète" annoncé. Luther lui-même fit imprimer une traduction allemande du Pronosticatio en 1527. Les partisans de l' Église catholique ont, eux, vu en lui l'un des « faux prophètes » sur lesquels Lichtenberger avait écrit.